# Homestead (Florida)
Homestead is een stad met 53.767 inwoners (2006) in de regio Miami-Dade County in de Amerikaanse staat Florida.
Homestead is gelegen 50 km ten zuidzuidwesten van Miami, in de zuidelijkste punt van Florida. De plaats grenst aan de westzijde aan het Everglades National Park, aan de oost en zuidzijde aan Biscayne Bay, de Atlantische Oceaan en de Florida Keys.
Homestead is in 1913 ontstaan na de aanleg van de spoorlijn van Miami naar Key West in 1912. De plaats dankt zijn naam aan een pad de "Homesteaders Trail" dat voor de aanleg van de spoorlijn als enige verbindingsweg fungeerde met de rest van de omgeving.

## In het nieuws
Op 24 augustus 1992 was Homestead in het wereldnieuws nadat het zeer zwaar getroffen was door de orkaan Andrew. In het begin van de eenentwintigste eeuw maakte Homestead een sterke groei door als gevolg van gebrek aan bouwlocaties in de rest van Miami-Dade County.

## Plaatsen in de nabije omgeving
De onderstaande figuur toont nabijgelegen plaatsen in een straal van 16 km rond Homestead.